# Китаев, Борис Иванович
Борис Иванович Китаев (1908—1983) — советский инженер-металлург, учёный и педагог, доктор технических наук (1944), профессор (1946), основатель уральской школы металлургов-теплотехников.

## Биография
Родился 2 ноября 1908 г. в Санкт-Петербурге. На тот момент его отец Иван Васильевич Китаев был студентом технологического института, а мать Анна Александровна Егошина — студенткой Бестужевских курсов.
Через несколько лет после рождения сына отец Иван Васильевич был выслан из Петербурга за участие в деятельности социал-демократических кружков, семья оказалась на Урале. Из-за отсутствия школ начальное образование Боря Китаев получил дома: отец учил физике, математике, химии, мать — литературе и русскому языку.
В 1923 г. Борис Китаев приехал в Екатеринбург и поступил в 7 класс опытной школы II ступени им. В. И. Ленина (сейчас — гимназия № 5 Екатеринбурга). В школе за знания математики и физики новичка прозвали «профессором».
В 1926 году поступил в Уральский политехнический институт, который закончил в 1930 году, получив диплом инженера-металлурга.
После окончания института уехал на Чёрмозский завод в Пермском крае, где за два года вырос от мастера до начальника мартеновского цеха. Затем Б. И. Китаев был переведен в трест по рационализации энергохозяйства и топливоиспользования «Оргэнерго», где его подразделение занималось пуском и наладкой оборудования на металлургических комбинатах Урала и Сибири. «Чёрмоз и Оргэнерго составили для меня прекрасную шестилетнюю заводскую практику, которая состояла не только из производственных навыков, но и из исследований, проектирования и наладки,» — вспоминал впоследствии Б. И. Китаев.
В 1936 г. Б. И. Китаев вернулся в УПИ, а в 1939 г. защитил кандидатскую диссертацию, где впервые проанализировал тепловую работу шахтных печей и описал закономерности формирования температурных полей по высоте шахтного слоя. Развивая это направление исследований, он сформулировал ставшие в дальнейшем классическими основные положения теплообмена в доменной печи.
В начале Великой отечественной войны перешел на работу в Уралгипромез, где в течение года проектировал газо-печное хозяйство для заводов Урала и Сибири, после чего вернулся в родной институт. В 1944 году Б. И. Китаев защитил докторскую диссертацию «Теплообмен в шахтных печах», где обобщил результаты многолетних промышленных и теоретических исследований.
В 1946 году Б. И. Китаев возглавил кафедру «Газопечная теплотехника» (сейчас — кафедра «Теплофизика и информатика в металлургии» УрФУ), которой руководил до 1979 года.
В 1957—1959 гг. Б. И. Китаев был командирован в Индию, где курировал строительство Бхилайского металлургического завода и был экспертом ЮНЕСКО.
Профессор Борис Иванович Китаев оставил большое научное наследие — 450 научных трудов — монографий, учебников, докладов, патентов. В 1976 году его достижения в науке и образовании были отмечены орденом Ленина.
Скончался 21 августа 1983 года, похоронен на Восточном кладбище Екатеринбурга.